# Harry G

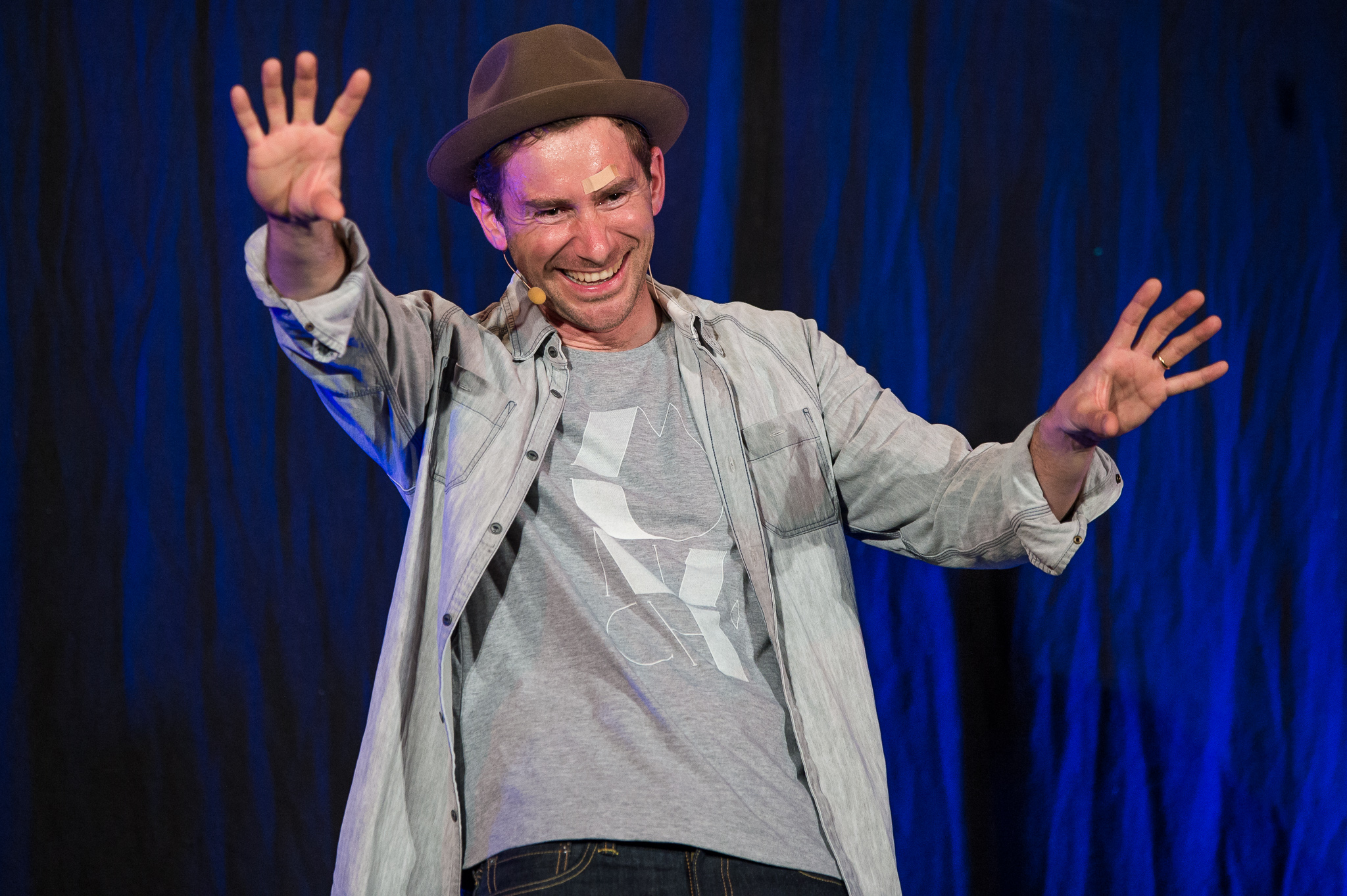
Harry G (2016)

Harry G (* 30. Mai 1979 in Regensburg; bürgerlich Markus Stoll) ist ein deutscher Komiker, Kabarettist und Schauspieler.

## Leben und Karriere
Der gebürtige Oberpfälzer Markus Stoll ging in Regensburg zur Schule und verbrachte einen Teil seiner Jugend am Schliersee in Oberbayern. Nach dem Abitur studierte er Betriebswirtschaftslehre in Innsbruck und Buenos Aires. Nach Abschluss des Studiums begann Markus Stoll zunächst im Bereich Venture Capital zu arbeiten und gründete schließlich ein eigenes Social-Media-Marketing-Unternehmen. Schon zu dieser Zeit begann Markus Stoll erste humoristische Videoclips zu drehen und diese auf dem Videoportal YouTube zu veröffentlichen. Der Startschuss zur Karriere als Komiker und Kabarettist fiel auf dem Münchner Oktoberfest. Sein YouTube-Video zum Wiesn-Start 2013, in dem er sich über die Eigenheiten des Volksfestes und seiner Besucher auslässt, war die Geburtsstunde seiner Kunstfigur Harry G.
Im Mai 2014 tourte Stoll in der Rolle des grantelnden Bayern Harry G mit seinem ersten Live-Programm Leben mit dem Isarpreiß durch Deutschland, im Juli 2016 feierte das Programm Leben mit dem Isarpreiß im ausverkauften Arena-Zelt auf dem Tollwood Sommerfestival 2016 Dernière. Unter Isarpreiß versteht Stoll einen „in München lebenden Nicht-Bayer, der unheimlich gerne in der Schickeria – der Welt der Schönen und Reichen – dazugehören möchte“.
Im Herbst 2016 ging er mit seinem Bühnenprogramm #HarrydieEhre in Deutschland, Österreich und der Schweiz auf Tour. Sowohl in seinem 90-minütigen Bühnenprogramm als auch in seinen Clips beschäftigt sich Harry G mit Alltagsthemen und -begegnungen in Bayern, die er sich von der Seele meckern muss.
Von 2020 bis 2023 war er mit seinem neuen Bühnenprogramm Hoamboy in Deutschland, Österreich und der Schweiz auf Tour.
2024 starte sein neues Bühnenprogramm HoamStories.
Harry G trat zudem seit Oktober 2014 mit dem Programm Granteln is schee – Mit Harry G täglich auch auf Antenne Bayern sowie wöchentlich auf der Rock Antenne auf. Im Herbst 2015 wechselte er zu Radio Gong 96.3, wo sein Programm wöchentlich zu hören war. Seit 2020 ist er bei Bayern 3 mit einer wöchentlichen Comedy vertreten.
Ab Februar 2015 gehörte Harry G an der Seite von Günter Grünwald zur Besetzung der Comedy-Sendung Grünwald Freitagscomedy im Bayerischen Rundfunk. Als Schauspieler ist er in Gastrollen in der ZDF-Serie Die Rosenheim-Cops in der Rolle des Freddy Hautzenberger und als Nibbsy in der ARD-Serie München 7 zu sehen. Zudem fungiert er als Werkstattinhaber Baslinger in Dahoam is Dahoam. 2018 und 2019 spielte Stoll je eine Gastrolle in den Buchverfilmungen von Rita Falk Sauerkrautkoma und Leberkäsjunkie. 2020 bis 2021 spielte er eine Hauptrolle in der Amazon-Serie Der Beischläfer.
Stoll ist mit Veronika, Zahnärztin, seit 2013 verheiratet. Sie haben einen Sohn (* 2016) und eine zwei Jahre jüngere Tochter.

## Filmographie
- 2018: Sauerkrautkoma
- 2019: Leberkäsjunkie
- 2020: Oktoberfest 1900
- 2020–2021: Der Beischläfer (Fernsehserie)

## Live-Programme
- 2014: Leben mit dem Isarpreiß
- 2016: #HarrydieEhre
- 2020: HOAMBOY
- 2024: HoamStories

## DVD
- 2016: Leben mit dem Isarpreiß – Live
- 2018: #HarrydieEhre – Live in München
- 2024: Hoamboy – Live in München

## CD
- 2016: Leben mit dem Isarpreiß – Live
- 2017: Unter Deppen – Das Hörbuch
- 2019: Boazn Kini (Single)